# Sphaerosoma puncticolle
Sphaerosoma puncticolle is een keversoort uit de familie Alexiidae. De wetenschappelijke naam van de soort werd in 1883 gepubliceerd door Edmund Reitter.